# Alberico de Trois-Fontaines
Alberico, Albéric o Aubry de Trois-Fontaines (en latín: Albericus Trium Fontanum; en español: Alberico de Tres Fuentes) (Lieja, ? - Trois-Fontaines-l'Abbaye, 25 de enero de 1252) fue un monje cisterciense de la abadía de Trois-Fontaines-l'Abbaye, a quien se atribuye la autoría de la Cronica Alberici Monachi Trium Fontium, crónica medieval que abarca desde la creación del mundo hasta el año 1241.